# Broteasz (Tantalosz fia)
Broteasz (ógörögül: Βροτέας) görög mitológiai alak, Tantalosz fia. Rendkívül csúf volt. Igen szeretett vadászni, ám egyáltalán nem tisztelte Artemisz istennőt, aki ezért büntetésből őrületet bocsátott rá: azt hitte magáról, hogy nem fogja a tűz. Dicsekvésből egy máglyára vetette magát, s elevenen elégett. Broteasz fia, Tantalosz volt Klütaimnésztra első férje.